# Eickener Straße 93 (Mönchengladbach)

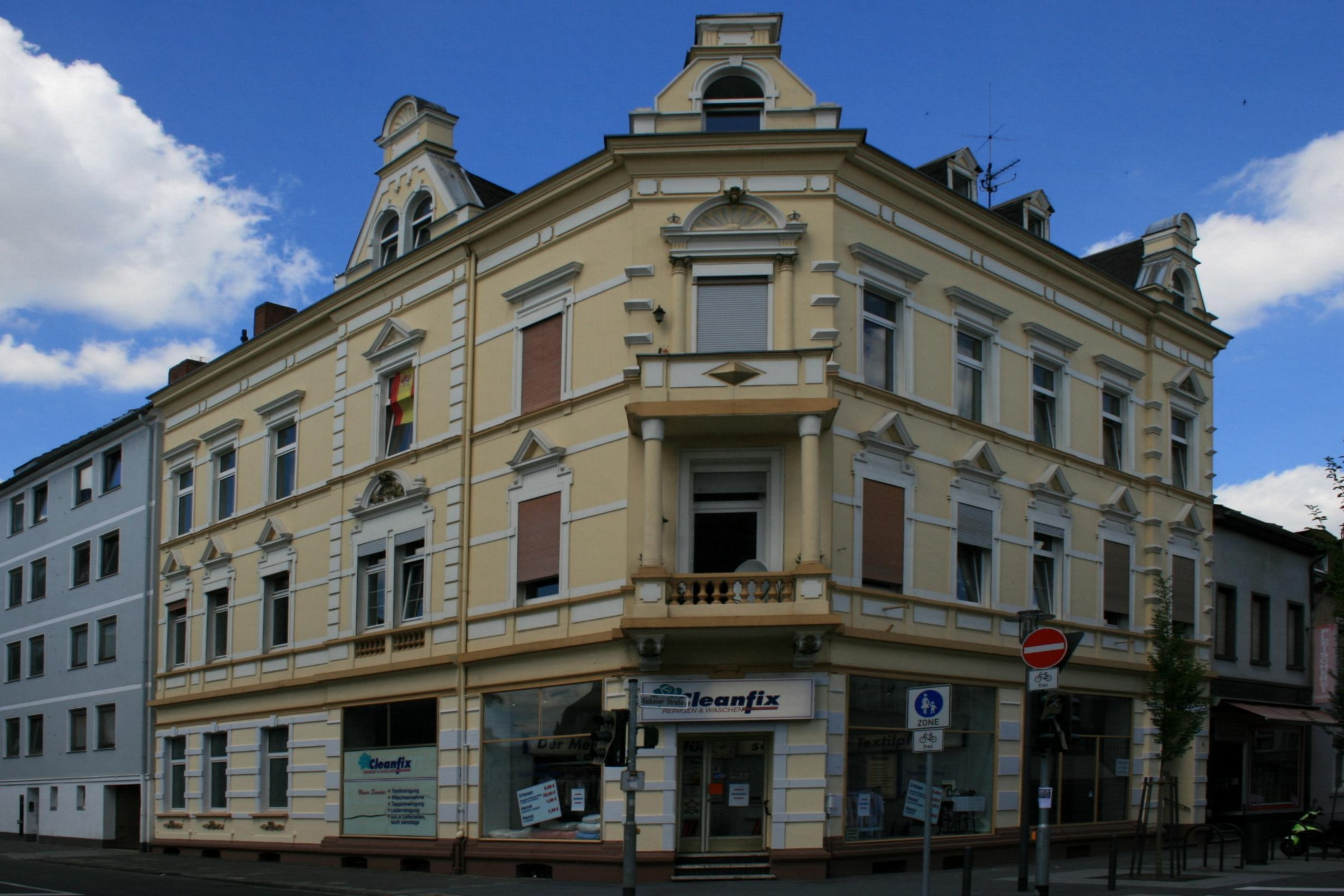
Wohngeschäftshaus (2010)

Das Wohngeschäftshaus Eickener Straße 93 steht im Stadtteil Eicken in Mönchengladbach (Nordrhein-Westfalen).
Das Haus wurde um die Jahrhundertwende erbaut. Es ist unter Nr. E 020 am 26. Januar 1989 in die Denkmalliste der Stadt Mönchengladbach eingetragen worden.

## Architektur
Das Gebäude ist am Rande des historischen Erweiterungsgebietes in Eicken als markante Eckbebauung zwischen Eickener und Goethestraße, schräg gegenüber der aus dem 19. Jahrhundert stammenden Kirche Maria Rosenkranz gelegen.
Es handelt sich um ein im rechten Winkel, an der Ecke einachsig abgeschrägtes, dreigeschossiges zu beiden Straßenseiten je fünfachsiges Wohngeschäftshaus. Das traufenständige Objekt ist ein von drei Giebeln bekröntes Gebäude.
Das Haus ist schützenswert wegen seiner exponierender Lage als Kopfbebauung zwischen Goethe- und Eickener Straße, schräg gegenüber der Kirche, auf die es in der Fassadengestaltung (Eingang) Bezug nimmt. Das Gebäude liegt in einer Reihe gleichartiger Häuser und bildet demnach einen unverzichtbaren Teil des Ensembles.